# Bandarlahalli, Chintamani
Bandarlahalli là một làng thuộc tehsil Chintamani, huyện Kolar, bang Karnataka, Ấn Độ.